# 步月樓戰役

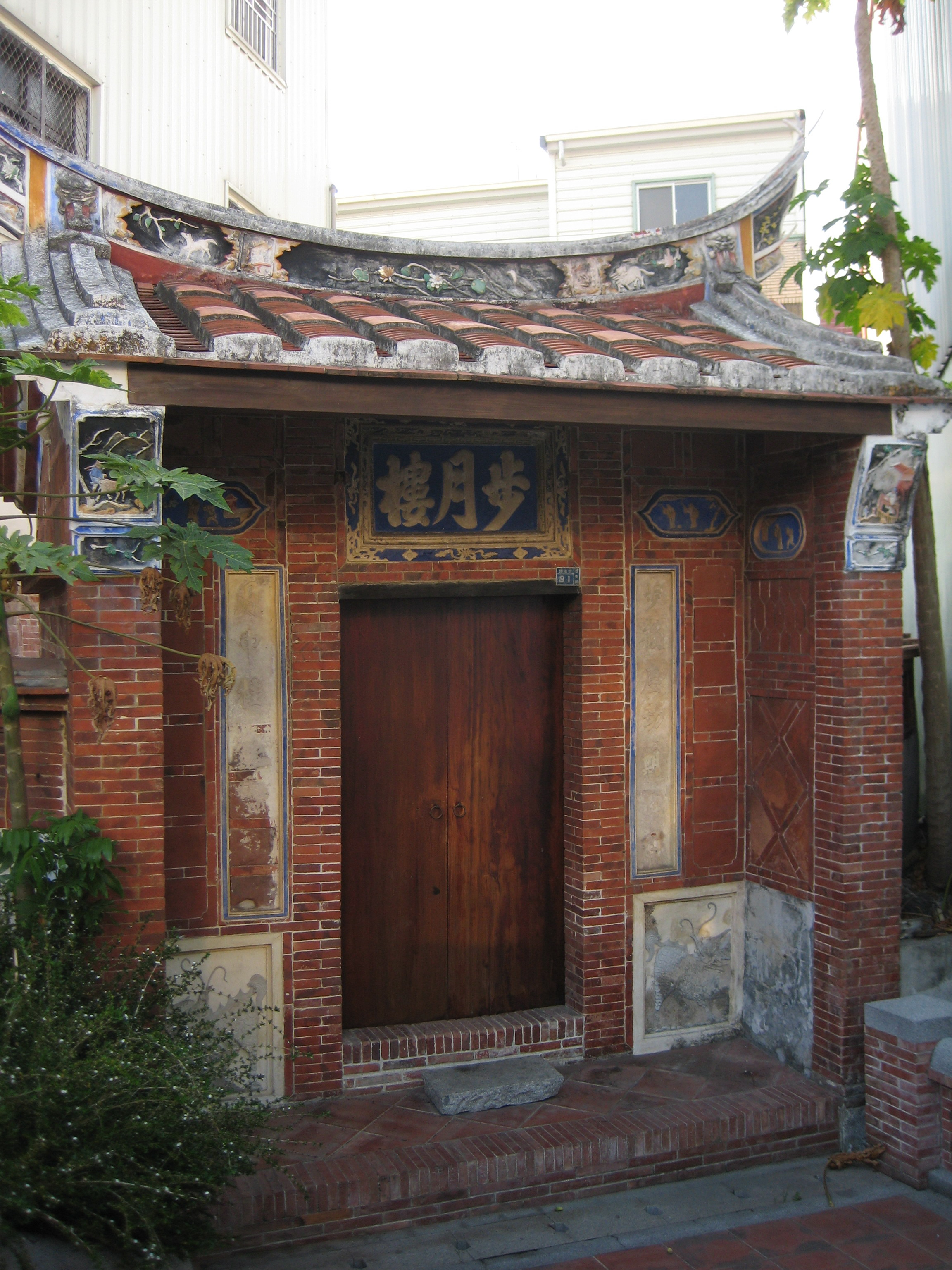
步月樓，現為屏東縣定古蹟，當年蕭光明在此指揮作戰。

步月樓戰役，又因戰場地點當年稱為六根庄，亦稱為「六根庄之戰」，發生於乙未戰爭期間的1895年10月11日，交戰方是大日本帝國陸軍與當地客家人所集結的聯軍，最終日軍獲勝。步月樓是當時客家人首領之一的蕭光明指揮作戰的所在，是當時蕭家書房，也是蕭家專用出城門樓，位於今日屏東縣佳冬鄉佳冬村。

## 背景
清朝末年的甲午戰爭，結果由大日本帝國獲勝。清國與日本簽訂了《馬關條約》，割讓福建台灣省予日本；而在當地，不願接受日本統治的士人成立了臺灣民主國，邱鳳揚是當時的客家人領袖，他號召成立了六堆客家義軍，六堆的「堆」通「隊」，指右堆、左堆、後堆、中堆、先鋒堆、前堆，共同對抗日軍。
六根庄，嘉慶年後分上、「下六根」；「上六根」後稱「金隆庄」，位於今長治鄉，六根庄當時又稱下六根。六根庄在日治時期稱「茄苳腳」，「腳」是聚落之意；後因日方推行地名雅化，「茄苳腳」改為佳冬。中華民國接管臺灣後，佳冬再分劃為佳冬村與六根村。而六根當時屬於六堆中的左堆，義軍首領為左堆總理蕭光明，是當地富商。

## 戰鬥經過

第2師團枋藔附近上陸當夜之位置圖(1895年10月11日晚8時，點圖可看大圖)

1895年10月10日，日軍由馬公港搭船，預定由屏東往台南會師。11日清晨抵達登陸地番仔崙庄，先派陸戰隊上岸偵察。上午8時，再命陸軍部隊上岸搭橋，並切斷台南至恆春間的電線。當時八重山通報艦已發現下埔頭有敵軍蹤跡，立刻予以砲擊，敵軍退回村內；8時，步兵第4聯隊第一大隊受命佔領塭仔新打港至茄苳腳一帶，以利大部隊推進。第一大隊長山田忠三郎少佐派第二中隊往塭仔新打，第三中隊往茄苳腳。
8時20分左右，二中隊開始推進，三中隊與最後登陸的一中隊跟在二中隊後面。二中隊行至大庄，發現義軍自埔頭前來，將之擊潰，義軍往茄苳腳退去，10時左右，二中隊佔領埔頭；而三中隊發現茄苳腳處立有軍旗，於是三中隊的二小隊往茄苳腳攻擊前進。然而，義軍在當地早已構築了防禦工事，更在堡壘四周挖了寬約2公尺，水深及胸的壕溝，其邊緣布滿了削成尖刺的竹子，一時之間二小隊陷入苦戰。11時40分，來增援的一支小隊奉命從右側突擊也失敗，隊長身受重傷；之後，另一支小隊越過壕溝，抵達北門大厝牆邊，原想破壞大厝，但因建築堅固異常，內有槍眼，且附近義軍皆往此處射擊，此小隊只能躲在牆角。
此時一中隊已抵達茄苳腳南方的下藔，聞聽北方有槍砲聲，立刻折回往茄苳腳進發。至距離茄苳腳約700公尺處，已得報前述戰況，一中隊隨即加入攻擊。一中隊派一小隊往南門進攻，其餘往西側。而另一支剛到達埔頭的步兵第12中隊，也往右側進攻，茄苳腳此刻被三面包圍，義軍守備開始動搖，婦女老幼由北門逃出。
約當12時30分左右，1中隊、12中隊的一部分，與3中隊的全部衝入村內，開始放火燒屋；而1中隊與12中隊留在村外的部隊則負責開槍射殺從北門逃出者。下午2時20分，步兵第4聯隊收到已完成佔領茄苳腳的報告，步月樓戰事結束。

## 兵力與傷亡
禮密臣版354頁中記述了同樣的經過，但無準確時間。他寫到日軍有因攻下茄苳腳後獲得彈藥補充，與12門舊式清軍大炮，日清戰史則無提到獲得彈藥大炮，義軍火力記載為擡槍15挺，小銃一百二、三十挺。
兵力部分，《日清戰史》記載當時茄苳腳庄內人口約一千四百餘人，該書將這些包括婦女小孩在內，沒受過軍事訓練的村民也算入抵擋日軍的「兵力」；禮密臣版記載日軍派出2個步兵連兵力，義軍兵力內有包含原清軍，受義軍雇用，故沒有穿黑旗軍服裝，而日清戰史則無清軍在此戰的記載，僅提到清兵在受到八重山艦砲擊後就逃跑躲到村中；而臨近的先鋒堆，上前堆，下中堆收到蕭光明派人求救的消息時已經太晚，但仍集合共約一千餘人要救茄苳腳；不過在還沒抵達前，日軍就已經攻陷茄苳腳，援兵退卻途中在林邊溪處還被日軍截殺，只能往北面逃離。
傷亡部分，禮密臣版記載為日軍16人死61人傷，義軍70人死傷，《日清戰史》記載為1軍官14士兵死，57人傷，義軍「傳聞」有80死20傷，本文兩種記載皆錄。
義軍於忠英祠受後人祭拜。

## 註解
1. ↑  屏東縣茄冬文史協會. . 文化部.   [2015-02-19]. （原始内容存档于2019-09-04）.
2. ↑  簡炯仁.  (PDF). 第四屆國際客家學研討會. 中央研究院: 1–66. 2000-12  [2015-02-17]. （原始内容 (PDF)存档于2015-02-17）.
3. ↑  . 長治鄉公所.   [2015-02-18]. （原始内容存档于2019-12-05）.
4. ↑  庄是清朝時期的台灣行政區劃，里以下稱「庄」。
5. ↑  . 佳冬鄉公所.   [2015-02-18]. （原始内容存档于2019-12-04）.
6. ↑  當時屬港東下里，後為枋寮庄的一部分，今日屬於枋寮鄉
7. ↑  今佳冬鄉賴家村
8. ↑  今佳冬鄉塭豐村、燄溫村
9. ↑  隊長為秋保研廣大尉
10. ↑  隊長為吉原松太郎大尉
11. ↑  今枋寮鄉大庄村
12. ↑  隊長為丸山重吉少尉
13. ↑  隊長為太田文次中尉
14. ↑  即步月樓
15. ↑  即射擊孔，可由內向外打出槍彈，舊時客家移民建築常見，抵禦外敵之用。
16. ↑  今枋寮鄉下寮
17. ↑  隊長為幸村常中尉
18. ↑  日本參謀本部. . 1907: 409  [2015-02-19]. （原始内容存档于2016-03-04） （日语）.
19. ↑  張丞仁. . 東森新聞. 2004-09-05  [2016-05-23]. （原始内容存档于2018-10-04） （中文（臺灣））.

## 相關書籍

### 禮密臣版
- （英文）禮密臣（James Wheeler Davidson）. . London and New York : Macmillan & co.; Yokohama [etc.] Kelly & Walsh, ld. 1903.。